# Misty (jazzstandard)
Misty is een melodie uit 1954, gecomponeerd door Erroll Garner. Johnny Burke schreef er later de tekst bij. Deze ballad is bijzonder populair geworden, zowel binnen als buiten de jazzwereld. Het lied speelt een belangrijke rol in de plot van Clint Eastwoods film "Play Misty For Me" uit 1971, waarin Eastwood een diskjockey vertolkt die 's nachts platen draait en flirt met een van zijn vrouwelijke fans, die hem echter begint te stalken.
Hoewel het nooit een nummer 1-hit werd, hebben er toch honderden zangers, orkesten en instrumentalisten een versie van opgenomen. Bekende opnames, na de instrumentale versie van het Erroll Garner Trio uit 1954, zijn die van Johnny Mathis (1959), Lloyd Price (1963) en Ray Stevens (1975), en van topzangers als Ella Fitzgerald (1959), Sarah Vaughan (1959), Andy Williams en Frank Sinatra.
Het sentimentele Misty wordt weleens 'het ultieme liefdeslied' genoemd. Het wordt gespeeld in vele verschillende toonaarden, maar de meest voorkomende bij jamsessies is Es majeur, hoewel Erroll Garner het in As majeur speelde. 